# Austal
Austal - австралийская компания, которая специализируется на проектировании и строительстве алюминиевых судов и кораблей.
Основная продукция компании - пассажирские и грузовые паромы, яхты класса люкс и военные корабли.
Компания имеет производство в трех странах: в Австралии, на Филиппинах и в США (Austal USA).

## Суда и корабли построенные компанией
Суда и корабли (выборочно, суда и корабли построенные только на верфи в Австралии):
- 2000 - скоростной пассажирский паром Villum Clausen, головное судно серии из семи паромов. В 2000-м году этот паром побил мировой рекорд скорости для скоростных паромов.
- 2001 - скоростной катамаран MV Westpac Express (HSV-4676) для Корпуса морской пехоты США
- 2003 - скоростной паром Benchijigua Express
- 2004 - скоростной паром Spirit of Ontario I (в 2007-м переименован Tanger Jet II, в 2012 переименован в Dolphin Jet).
- В период с 2004 по 2007 год компания построила 14 патрульных катеров типа "Армидейл" (Armidale-class) для ВМС Австралии
- 2009 - USS Independence (LCS-2) - — корабль класса «боевой корабль прибрежной зоны». Является крупнейшим тримараном в мире.
- 2011 - пассажирский паром Leonora Christina

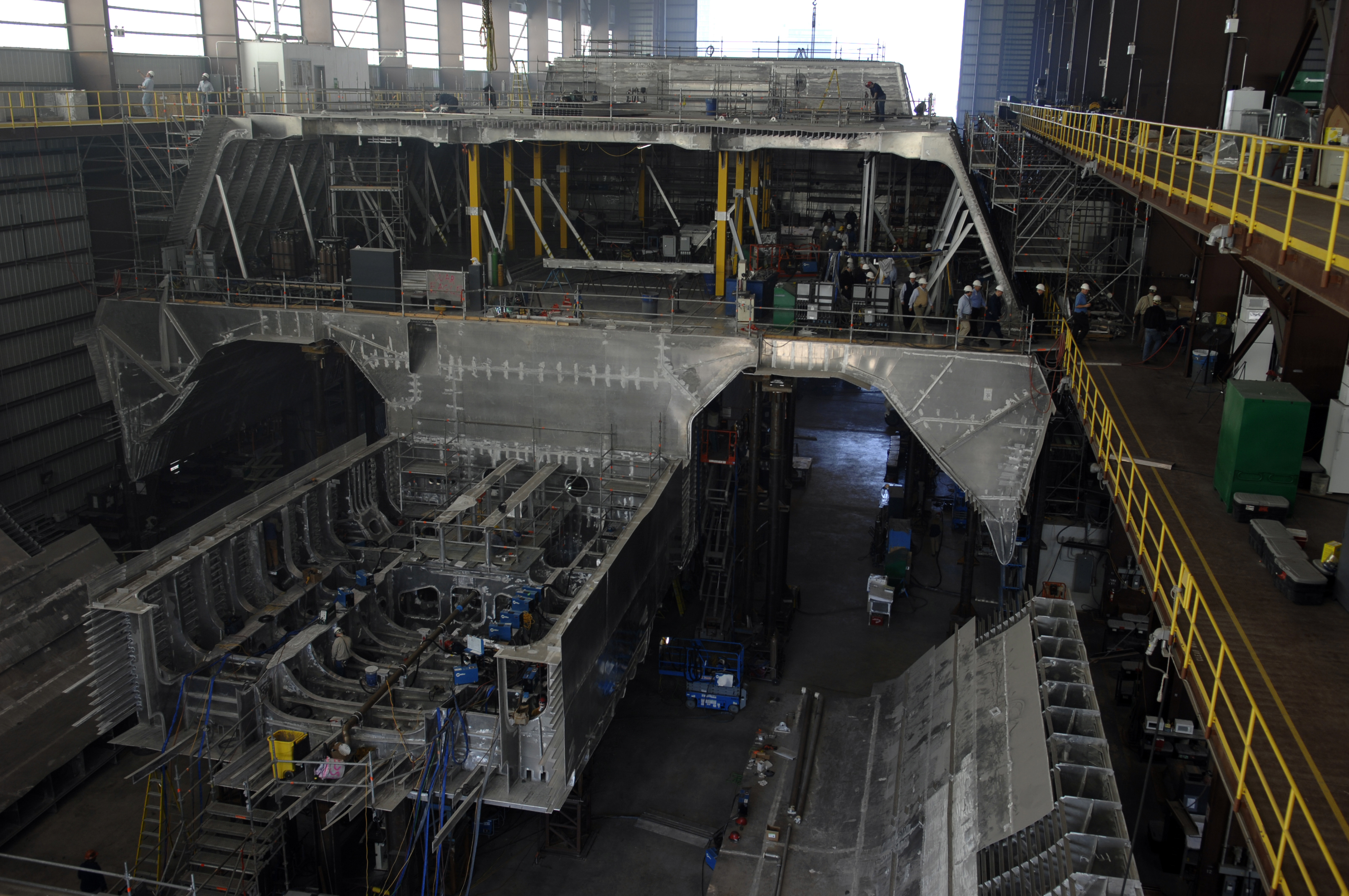
Строительство корпуса USS Independence (LCS-2) на верфи Austal, 2007 год
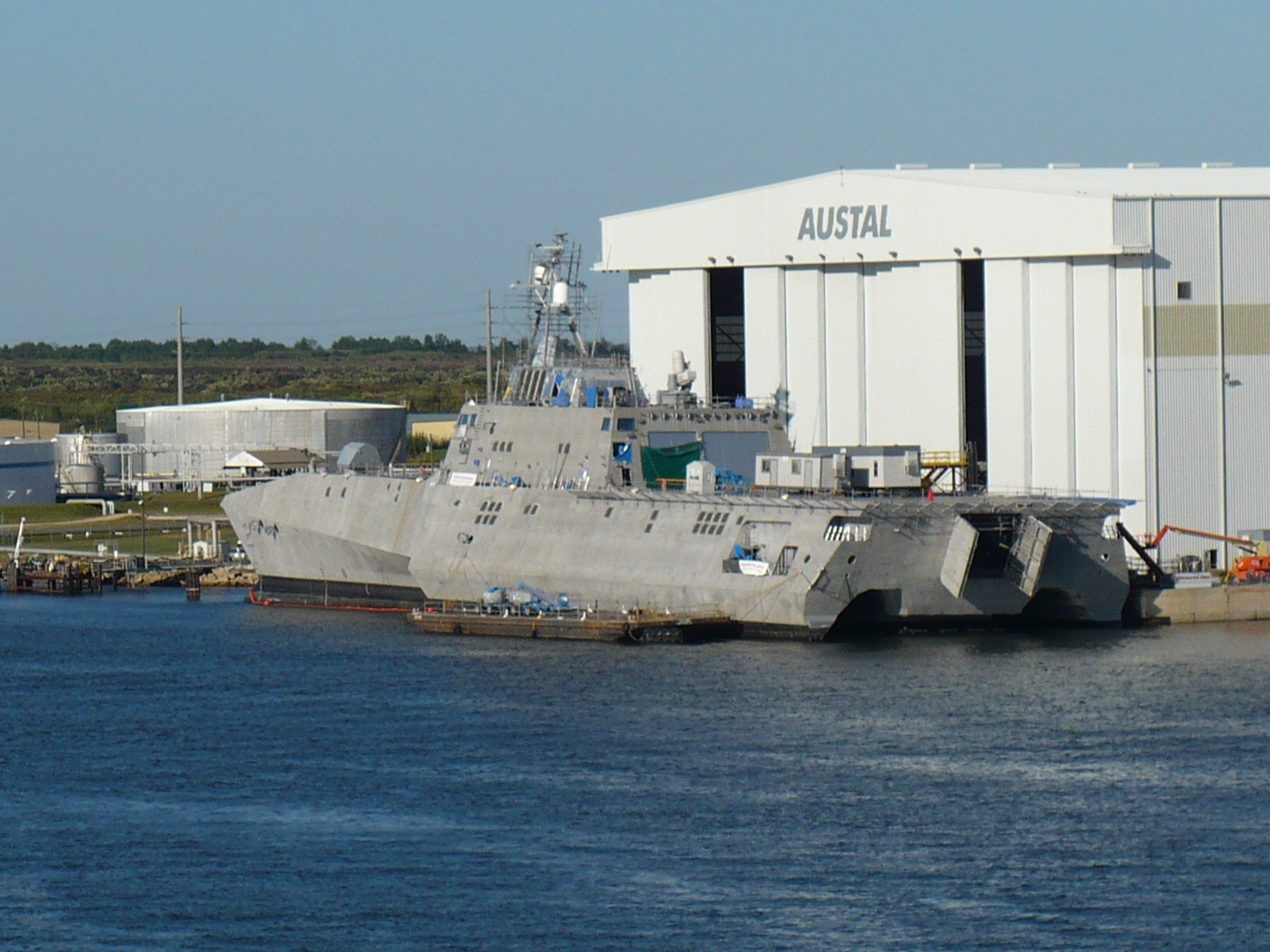
USS Independence (LCS-2) на верфи Austal, 2008 год
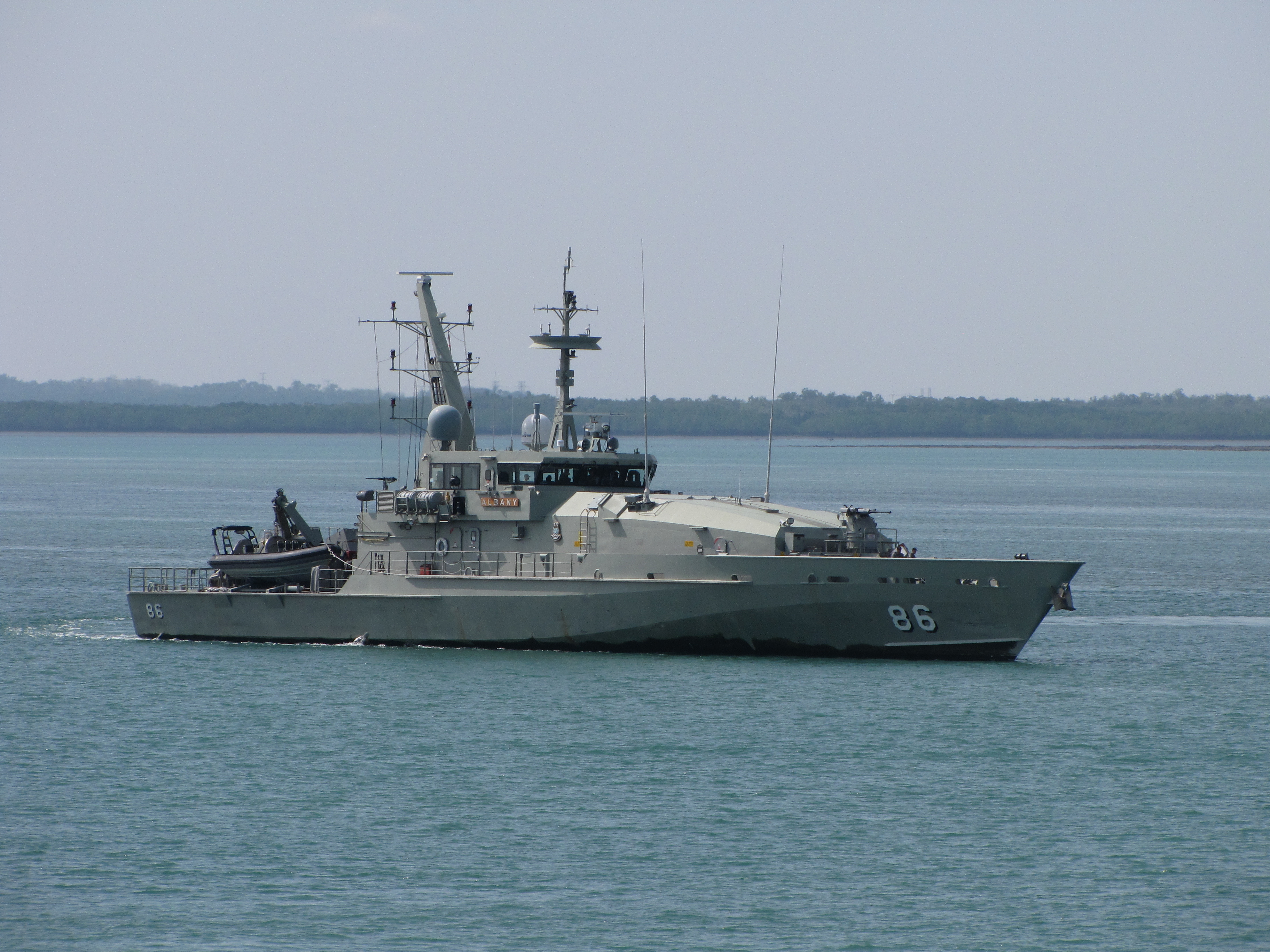
HMAS Albany - патрульный катер типа "Армидейл", 2010 год
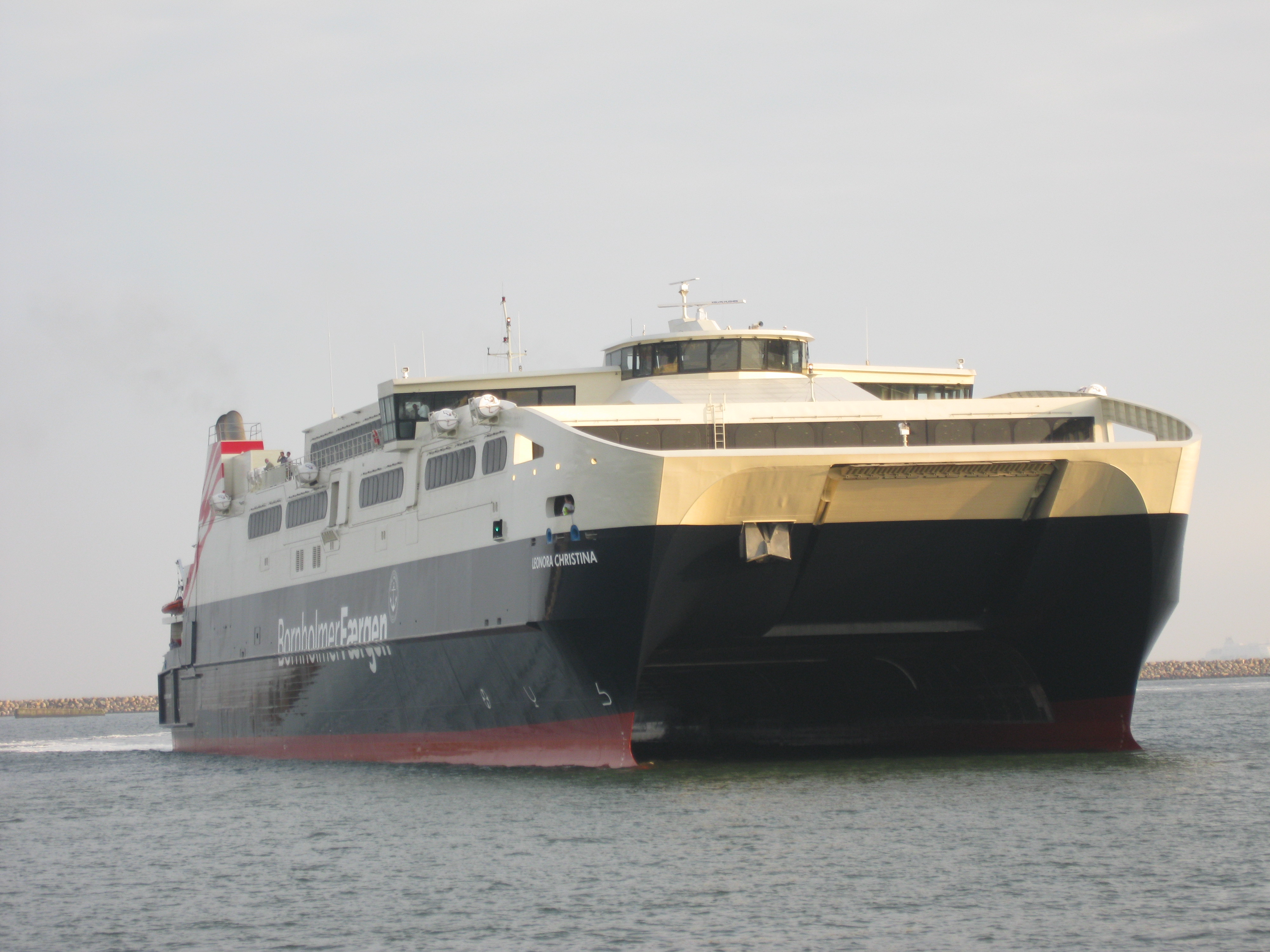
Пассажирский паром Leonora Christina, 2011 год